# آلفردو نوبره دا کوستا
آلفردو نوبره دا کوستا (انگلیسی: Alfredo Nobre da Costa؛ ۱۰ سپتامبر ۱۹۲۳ – ۴ فوریهٔ ۱۹۹۶) یک سیاست‌مدار و مهندس اهل پرتغال بود.